# Pure Water
Pure Water è un singolo del rapper britannico Skepta, pubblicato l'8 maggio 2018 come primo estratto dell'album Ignorance Is Bliss.

## Tracce
1. Pure Water – 3:07

## Classifiche
| Classifica (2018) | Posizione massima |
| ----------------- | ----------------- |
| Regno Unito       | 78                |